# Касусо Морин, Тереса
Лоренца Тереса Иносенсия Касусо-и-Морин (исп. Lorenza Teresa Inocencia Casuso y Morín), более известная как «Тете» Касусо (Teté Casuso; 10 августа 1912 — 28 июля 1994) — кубинская писательница и публичная интеллектуалка, боровшаяся за демократию и свободу на Кубе.
Как писательница работала в различных жанрах, включая роман, хронику, поэзию, пьесу, а также либретто для радио и кинематографа. Её журналистские работы выходили в нескольких изданиях Кубы, Мексики и США. Она также работала переводчицей, преподавательницем драмы, актрисой театра и экрана.
Была замужем за кубинским писателем Пабло де ла Торриенте Брау, который погиб, сражаясь в интербригаде за республиканцев в гражданской войне в Испании.
Принадлежала к группе образованных писательниц из среднего класса — как Эмилия Берналь, Лидия Кабрера, Ана Мария Симо, Хильда Перера Сото и Рита Геада — выступавших против проамериканских режимов на Кубе вроде диктатур Мачадо и Батисты, но покинувших остров после революции 1959 года.

## Биография
Лоренца Тереса Иносенсия Касусо-и-Морин родилась в Мадруге 10 августа 1912 года. Её детство прошло в сельской местности Кубы — отец, который входивший в бригаду инженеров, строивших железнодорожные линии для транспортировки тростника на новые сахарные заводы, был вынужден часто менять место жительства семьи.
В начале 1920 года в Сабанасо она познакомилась с Пабло де ла Торриенте Брау, работавшим чертёжником у одного из инженеров, ответственных за проект новой электростанции. Молодой (но на десять лет старше её) человек, с которым они воссоединятся в конце десятилетия, со временем станет её мужем (с 1930 года), соратником в студенческой борьбе и в ссылке.
В 1929 году Тете поступила на факультет педагогики факультета литературы и науки Гаванского университета, где присоединилась к левой студенческой организации под руководством Рауля Роа и к борьбе за достижение университетской автономии. Во время гонений она поддерживала мужа в тюрьме и сопровождала его в изгнании. Так, после провала всеобщей забастовки 1935 года, в условиях жестоких репрессий, развязанных полковником Фульхенсио Батистой, она была вынуждена во вторую эмиграцию в Нью-Йорк, где уже находился её муж. Там она пыталась работать на разных предприятиях, прошла курс преподавания языков в Колумбийском университете, начала вести занятия по испанскому языку и вместе с Пабло основала Клуб Хосе Марти.
После отъезда мужа на войну в Испанию в августе 1936 года вернулась на Кубу и продолжала оживлённую переписку с ним, пока он не погиб в Махадаонде в конце того же года. Она также занималась сбором и публикацией литературного наследия мужа. Уже тогда были опубликованы шесть его стихотворений, выбранных испанским писателем Хуаном Рамоном Хименесом, в книге «Кубинская поэзия в 1936 году». Вместе с группой видных кубинских интеллектуалов она основала «Ассоциацию помощи испанским детям», при поддержке которой в Испанию было отправлено несколько кораблей с продовольствием, а также была основана школа для детей, ставших сиротами из-за войны.
Во время своего пребывания в Мексике она снялась в ряде фильмов в качестве актрисы второго плана, в том числе в «Тигре из Халиско» 1947 года. Кроме того, она снова вышла замуж — за молодого мексиканского писателя Эрнесто Мадеро Васкеса, с которым вернулась на Кубу, когда он получил дипломатическое назначение в Гавану. Однако после развода вновь отправилась в Мексику.
Её интеллектуальные интересы побудили её написать роман «Отсутствующие» (Los Ausentes, 1944) на основе их с Пабло личного опыта жизни в изгнании с молодыми революционерами. Книга получила награду на II Латиноамериканском конкурсе романов. Её превосходный перевод произведения Торнтона Уайлдера «Наш город» был с успехом поставлен в Гаване в 1947 году.
В конце 1948 года она совершила кратковременный визит на Кубу по приглашению новоизбранного президента Карлоса Прио Сокарраса, некогда соратника её и её покойного мужа Пабло де ла Торриенте по студенческой борьбе. Он назначил её атташе посольства Кубы в Мексике, а в 1950 году она входила в состав кубинской делегации на Генеральной конференции ЮНЕСКО и путешествовала по различным странам Европы, что отобразилось в её книге «Воспоминания о поездке в Европу» (1951).
После переворота Фульхенсио Батисты 10 марта 1952 года она была уволена с должности в кубинском посольстве, поэтому ей пришлось вернуться к прежней работе сценариста и переводчика. Закончив писать очередную книгу, 21 июля 1956 года она прочла в мексиканской газете заметку о группе кубинских политэмигрантов, задержанных в Мексике в процессе подготовки экспедиции на Кубу с целью свержения Батисты.
Помня собственное участие в студенческой борьбе против диктатуры Херардо Мачадо, она предложила свою поддержку и солидарность этой группе соотечественников, посетив на следующий день в тюрьме их лидера Фиделя Кастро. Она собрала деньги на оружие и яхту «Гранма», которая доставит революционеров обратно на Кубу. В результате доноса она провела месяц в тюрьме, когда в ходе обысков полицейские изъяли большое количество вооружения и боеприпасов; когда она была условно освобождена, экспедиционная группа уже высадилась на Кубе и прошла боевое крещение. До конца 1958 года её дом оставался центром поддержки повстанцев из Движения 26 июля, сражавшихся в горах Сьерра-Маэстра.
После победы революции в 1959 году она по собственной инициативе возглавила в качестве «де-факто» посла кубинское посольство в Мексике от имени нового революционного правительства. По возвращении её на Кубу 26 января Фидель Кастро назначил её своим пресс-секретарём (она стала одним из наиболее приближённых к Кастро людей после его личного секретаря Селии Санчес). Среди прочего, подготовила, организовала и приняла участие в турне Фиделя по США, Канаде и Южной Америке.
Однако уже к сентябрю 1959 года решила дистанцироваться дистанцироваться от власти и по собственной просьбе была назначена заместителем представителя чрезвычайного и полномочного посла при Организации Объединенных Наций, занимая эту должность до своей отставки в октябре 1960 года. Вернувшись в июне 1960 года на Кубу, она часами ждала Кастро, чтобы выразить свою обеспокоенность по поводу его руководства, которое находила всё более авторитарным, но они так и не встретились.
Подав в отставку в знак протеста, она поселилась в Майами, где смогла воссоединиться со своими пожилыми родителями в 1965 году. Она вела сдержанную жизнь, не принимая участия в политической деятельности и вернувшись к прежней работе в качестве переводчика, преподавателя, а также редактора женского журнала. В 1980 году ей поставили диагноз «болезнь Альцгеймера», из-за чего она была помещена в дом престарелых, где и умерла в 1994 году.
Несмотря на её решение покинуть Кубу Фидель Кастро продолжал высоко ценить Касусо Морин. В декабре 1967 года он писал: «Хотя ты не включена в число 12 товарищей нашей борьбы, тебя всегда будут помнить, Тете, как если бы ты была там».

## Избранные произведения
- 1934: Versos míos de la libreta tuya
- 1938: Panorama de México
- 1944: Los Ausentes. México
- 1951: Recuerdos de un viaje a Europa
- 1961: Castro and Cuba
- 1963: Cuba Y Castro

### Неопубликованные
- 1955: Utopía
- 1955: Aprendiz de ángel
- 1956: Bienvenida la vida